# Record d'Europe de natation dames du 1500 mètres nage libre

## Bassin de 50 mètres
| Temps          | Athlète             | Naissance | Âge | Nationalité        | Compétition                | Lieu        | Date              |
| -------------- | ------------------- | --------- | --- | ------------------ | -------------------------- | ----------- | ----------------- |
| 24 min 00 s 2  | Edith Mayne         |           |     | Royaume-Uni        |                            | Exmouth     | 15 septembre 1926 |
| 23 min 32 s 4  | Yvonne Godard       |           |     | France             |                            | Paris       | 23 juillet 1931   |
| 22 min 36 s 7  | Grete Frederiksen   |           |     | Danemark           |                            | Copenhague  | 26 juin 1936      |
| 21 min 45 s 7  | Ragnhild Hveger     |           |     | Danemark           |                            | Helsingør   | 3 juillet 1938    |
| 21 min 10 s 1  | Ragnhild Hveger     |           |     | Danemark           |                            | Helsingør   | 11 août 1940      |
| 20 min 57 s 0  | Ragnhild Hveger     |           |     | Danemark           |                            | Copenhague  | 20 août 1941      |
| 20 min 46 s 5  | Lenie de Nijs       |           |     | Pays-Bas           |                            | Utrecht     | 23 juillet 1955   |
| 20 min 22 s 8  | Jans Koster         |           |     | Pays-Bas           |                            | Utrecht     | 21 août 1956      |
| 20 min 03 s 1  | Jans Koster         |           |     | Pays-Bas           |                            | Hilversum   | 27 juillet 1957   |
| 19 min 46 s 4  | Corrie Schimmel     |           |     | Pays-Bas           |                            | Utrecht     | 1959              |
| 19 min 23 s 6  | Jane Cederqvist     |           |     | Suède              |                            | Uppsala     | 8 septembre 1960  |
| 19 min 02 s 8  | Margareta Rylander  |           |     | Suède              |                            | Uppsala     | 27 juin 1961      |
| 18 min 49 s 9  | Elizabeth Ljunggren |           |     | Suède              |                            | Stockholm   | 1967              |
| 18 min 44 s 6  | Marie-José Kersaudy | 1954      | 15  | France             |                            | Nouméa      | 8 mars 1969       |
| 18 min 11 s 6  | Novella Calligaris  |           |     | Italie             |                            | Rome        | 1969              |
| 18 min 03 s 0  | Linda de Boer       |           |     | Pays-Bas           |                            | Utrecht     | 1971              |
| 17 min 51 s 1  | Novella Calligaris  |           |     | Italie             |                            | Syracuse    | 1971              |
| 17 min 46 s 3  | Hansje Bunschoten   |           |     | Pays-Bas           |                            | Bussum      | 1972              |
| 17 min 29 s 3  | Novella Calligaris  |           |     | Italie             |                            | Syracuse    | 1972              |
| 17 min 18 s 43 | Novella Calligaris  |           |     | Italie             |                            | Santa Clara | 1973              |
| 17 min 04 s 20 | Novella Calligaris  |           |     | Italie             |                            | Santa Clara | 1974              |
| 16 min 47 s 11 | Annelies Maas       |           |     | Pays-Bas           |                            | Santa Clara | 1977              |
| 16 min 33 s 56 | Roberta Felotti     |           |     | Italie             |                            | Florence    | 1979              |
| 16 min 27 s 89 | Ines Diers          | 1963      | 18  | Allemagne de l'Est | Allemagne de l'Est Gala    | Berlin-Est  | 26 août 1981      |
| 16 min 13 s 55 | Astrid Strauss      | 1968      | 16  | Allemagne de l'Est | USS International          | Austin      | 5 janvier 1984    |
| 16 min 01 s 02 | Hannah Stockbauer   | 1982      | 19  | Allemagne          | Championnats du monde (f)  | Fukuoka     | 28 juillet 2001   |
| 16 min 00 s 18 | Hannah Stockbauer   | 1982      | 21  | Allemagne          | Championnats du monde (f)  | Barcelone   | 22 juillet 2003   |
| 15 min 55 s 38 | Flavia Rigamonti    | 1981      | 26  | Suisse             | Championnats du monde (f)  | Melbourne   | 27 mars 2007      |
| 15 min 52 s 84 | Alessia Filippi     | 1987      | 21  | Italie             | Championnats d'Italie (f)  | Trévise     | 16 juillet 2008   |
| 15 min 52 s 37 | Camelia Potec       | 1982      | 27  | Roumanie           | Championnats de France (f) | Montpellier | 26 avril 2009     |
| 15 min 44 s 93 | Alessia Filippi     | 1987      | 22  | Italie             | Championnats du monde (f)  | Rome        | 28 juillet 2009   |
| 15 min 38 s 88 | Lotte Friis         | 1988      | 25  | Danemark           | Championnats du monde (f)  | Barcelone   | 30 juillet 2013   |

## Bassin de 25 mètres
| Temps             | Athlète                 | Naissance | Âge | Nationalité        | Compétition                             | Lieu             | Date             |
| ----------------- | ----------------------- | --------- | --- | ------------------ | --------------------------------------- | ---------------- | ---------------- |
| 15 min 43 s 31    | Petra Schneider         | 1963      | 19  | Allemagne de l'Est |                                         | Gainesville      | 8 janvier 1982   |
| 15 min 42 s 39 RM | Laure Manaudou          | 1986      | 18  | France             |                                         | La Roche-sur-Yon | 20 novembre 2004 |
| 15 min 37 s 78    | Erika Villaécija García | 1984      | 25  | Espagne            | Championnats d'Espagne                  | Castellón        | 26 novembre 2009 |
| 15 min 28 s 65 RM | Lotte Friis             | 1988      | 21  | Danemark           |                                         | Birkerod         | 29 novembre 2009 |
| 15 min 26 s 95 RM | Mireia Belmonte García  | 1990      | 23  | Espagne            | Championnats d'Espagne                  | Castellón        | 29 novembre 2013 |
| 15 min 19 s 71 RM | Mireia Belmonte García  | 1990      | 24  | Espagne            | Championnats d'Espagne                  | Sabadell         | 12 décembre 2014 |
| 15 min 18 s 01 RM | Sarah Wellbrock         | 1994      | 25  | Allemagne          | Internationale Deutsche Meisterschaften | Berlin           | 16 novembre 2019 |